# 阿澤莉亞·班克斯

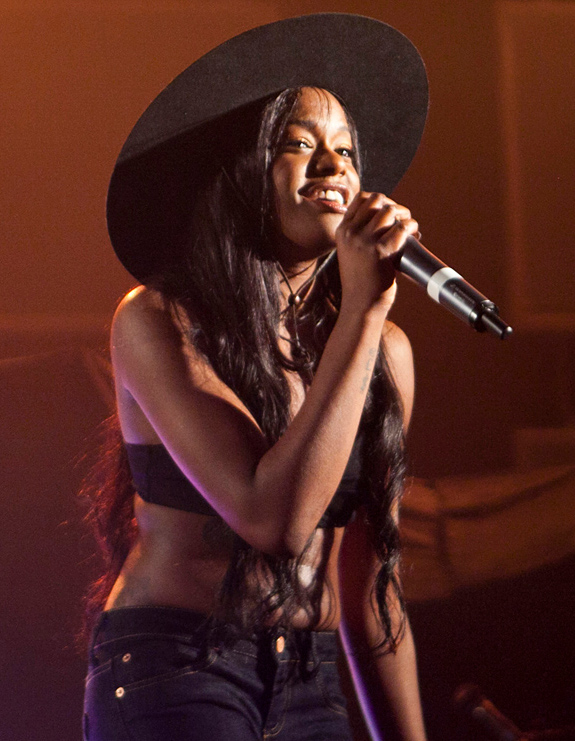
Azealia banks 為 NME Awards

阿澤莉亞·班克斯（英語：Azealia Amanda Banks，1991年5月31日—）是一名美國饒舌歌手、作詞家、作曲家。出生於美國紐約哈林區。2009年時以「Miss Bank$」這個藝名在You Tube上發表音樂作品。
2011年以《212》而成名，進入各大音樂排行榜榜單，各界預測她的未來會比妮琪·米娜成功。
2016年，與Fetty Wap合作了《Trap Queen》的混音版。

## 外部連結
- Official website
- Fan website （页面存档备份，存于）
- Azealia Banks on Soundcloud （页面存档备份，存于）
- YouTube上的阿澤莉亞·班克斯頻道
- Azealia Banks Full Artist Discography （波兰語）
- Azealia Banks （页面存档备份，存于） Azealia Banks （英文）